# Zygoceropsis spinipennis
Zygoceropsis spinipennis är en skalbaggsart som beskrevs av Stefan von Breuning 1960. Zygoceropsis spinipennis ingår i släktet Zygoceropsis och familjen långhorningar. Inga underarter finns listade i Catalogue of Life.